# Hinko Sax
Hinko Sax, slovenski tiskar, knjigarnar in urednik, 4. junij 1872, Medvode, † 28. april 1962, Maribor.
Tiskarskega strojništva se je Sax izučil v Narodni tiskarni, praktično pa se je izpopolnjeval tudi v Nemčiji, in Avstriji. V Kamniku je deloval od 1900 do 1910. Leta 1900 je pomagal Antonu Slatnarju ustanoviti tiskarno. V času sodelovanja s Slatnarjem je bil Sax izdajatelj in odgovorni urednik Našega lista, ki je izhajal od 1905 do 1909, ter njegovih  prilog Kamničan in Slovenska gospodinja. Po razhodu s Slatnarjem je odšel v Idrijo, kjer je ustanovil tiskarno in knjigarno. Kasneje se je zaradi političnih in vojnih razmer selil v Maribor, nato v Srbijo,kjer je nadaljeval s tiskarstvom.